# Le Vert
Le Vert is een gemeente in het Franse departement Deux-Sèvres (regio Nouvelle-Aquitaine) en telt 140 inwoners (1999). De plaats maakt deel uit van het arrondissement Niort.

## Geografie
De oppervlakte van Le Vert bedraagt 11,4 km², de bevolkingsdichtheid is 12,3 inwoners per km².
De onderstaande kaart toont de ligging van Le Vert met de belangrijkste infrastructuur en aangrenzende gemeenten.

## Demografie
Onderstaande figuur toont het verloop van het inwonertal (bron: INSEE-tellingen).